# Редзіково (Поморське воєводство)
Редзіково (пол. Redzikowo) — село в Польщі, у гміні Слупськ Слупського повіту Поморського воєводства.
Населення — 1477 особа (2021).
У 1975-1998 роках село належало до Слупського воєводства.

## Демографія
Демографічна структура станом на 31 березня 2011 року:
|          | Загалом | Допрацездатний вік | Працездатний вік | Постпрацездатний вік |
| -------- | ------- | ------------------ | ---------------- | -------------------- |
| Чоловіки | 797     | 157                | 577              | 63                   |
| Жінки    | 774     | 139                | 498              | 137                  |
| Разом    | 1571    | 296                | 1075             | 200                  |